# アルファポリオーマウイルス属
アルファポリオーマウイルス属（Alphapolyomavirus ）は、ポリオーマウイルス科に属する非エンベロープ型dsDNAウイルスの8つの属のうちのひとつである。 

## 解説
アルファポリオーマウイルス属は主にヒトやその他の哺乳類に感染する。 ヒトにおけるウイルスの感染は、主に子供の頃に親や接触頻度の高い者との直接接触によって広がる。
ヒトにとって臨床的に重要なアルファポリオマウイルスとしてMerkel cell polyomavirus (Human polyomavirus 5, MCV, or MCPyV)　がある。
The apparent oncogenicity of MCPyV similar to other cancer-causing viruses such as HPV, Epstein-Barr virus, and Hepatitis C virus is a main area of research for the scientific community.